# Euploea pydna
Euploea pydna är en fjärilsart som beskrevs av Hans Fruhstorfer 1904. Euploea pydna ingår i släktet Euploea och familjen praktfjärilar. Inga underarter finns listade i Catalogue of Life.